# باجة
باجة، مدينة تونسية تقع في إقليم الشمال الغربي وهي عاصمة ولاية باجة. تبعد قرابة 105 كم عن العاصمة تونس ويبلغ تعداد سكانها 62.303 في عام 2014. تختص مدينة باجة في الجمهورية التونسية بالإنتاج الفلاحي نظراً لتوفر الأراضي الخصبة والمناخ الملائم للنشاط الفلاحي فهي تقع في منطقة الشمال الغربي الأكثر خضرة في تونس.

## التسمية
كانت تسمى «فاقا» Vaga من قبل الرومان وتعني البقرة الحلوب أو تموّجات سنابل القمح في الحقول عند هبوب النسيم. ورغم ذلك يعتقد أن «فاكا» أو «فاقا» هو تحريف للاسم اللوبي أو الفينيقي للمدينة. ثم أخذت المدينة زمن الفتح الاسم الحالي «باجة» وهو مجرد عملية قلب أي إبدال حرف بحرف ليسهل النطق والعرب يعرفون باجة بـ «باجة القمح» أو باجة القيروان أو باجة إفريقية تمييزا لها عن باجة الزيت (قرية بالساحل التونسي) وباجة القديمة (قرب منّوبة) وباجة الأندلس في البرتغال حاليا. وتاريخ باجة ضارب في القدم إذ كانت من أهم المراكز في العهد اللوبي وقرية فلاحية مزدهرة إبّان العهد القرطاجني. وقد عرفت تطورا عمرانيا ذا بال في عهد «ماسينيسا» لمّا أصبح يدير شؤونها «مجلس أعيان» ثم بلغت درجة كبيرة من المجد والأهمية في عصر يوغرطة (116-104 ق م) فقد جعل منها أحد مراكز إقامته وأهم سوق للقموح يؤمها التجار من مختلف أرجاء المملكة ومن خارجها.

## الجغرافيا

### الموقع
في وسط واحدة من أكثر مناطق البلاد خضرة على حافة جبال خمير وفي فجوة التي هي امتداد وادي مجردة، تقع مدينة باجة في اختلاف المناظر الطبيعية: مناطق جبلية مغطاة كثيفة مع الأشجار والسهول الزراعية ووديان.
خصائص التربة في مدينة باجة، تربة خصبة جدا، وغنية في طين تحتوي على طبقة من أكسيد الألومنيوم محصورة من قبل اثنين من طبقات من السيليكا رباعي الاسطح. وتشكل هذه التربة في المناطق التي تظهر الاختلافات الموسمية مناخات كبيرة وبالمياه بالتناوب في الصيف والشتاء الجاف. خلال تضخيم والتراجع وفقا لمحتوى المياه الخاصة بهم، ورقة من مصيدة الطين مسألة العضوية القليل جدا أن هذه الخصائص هي التربة الطينية جدا. وكان هيرودوت ضعت بالفعل الانتباه إلى هذا النوع من التربة. على خصوبة التربة في مدينة باجة أسطورية، يون الإفريقي تستحضر أيضا في أفريقيا دي له.
في باجة المدينة وحولها هي أيضا العديد من الحجر الجيري أكثر أو أقل من الصعب أو العصر الفجري مارلي. الحجر الجيري هو الصخور الرسوبية التي تحتوي على كمية كبيرة من نميات في شكل عملة معدنية، وبعد أن عاش في البحار الضحلة الدافئة خلال العصر الفجري، وهناك حوالي 40 مليون سنة. تحت قصبة باجة.

### المناخ
مدينة باجة تتمتع بمناخ البحر الأبيض المتوسط التي تتميز موسم بارد وممطر والموسم الحار والجاف. فصل الشتاء هو موسم أمطار هذا العام، وقال انه يقع أكثر من ثلث الأمطار السنوية خلال هذه الفترة، وهو ما يمثل يوم ممطر كل يومين أو ثلاثة أيام. الشمس لا تزال تحتفظ ببعض حلاوة: لتغير درجات الحرارة بين درجة مئوية في المتوسط 5 في الصباح و 14 درجة مئوية في فترة بعد الظهر. الصقيع نادرة. في الربيع، وانها تقع أقل المطر: هطول الأمطار مجموع يقلل بمقدار النصف. أشعة الشمس ويصبح المهيمن على مدى الشهر ليصل إلى ما معدله 10 ساعة يوميا في مايو. ورأى درجات الحرارة، في آذار تتراوح ما بين 7 و 18 درجة مئوية في مايو ايار بين 11 و 22 درجة مئوية. في الصيف، والمطر هو غائب تماما والشمس المشرقة و. ودرجات الحرارة مرتفعة جدا، وأحيانا مع رياح الخماسين. هذا الموسم يشهد موجة الحر، البجا الذين سجلوا بالفعل درجات حرارة قياسية من 45 درجة مئوية في شهري يوليو وأغسطس. في الخريف، ثم بدأ هطول الأمطار مرة أخرى، في كثير من الأحيان أثناء العواصف الرعدية مع رياح شديدة، والذي يسبب في بعض الأحيان سقوط الأشجار وانقطاع التيار الكهربائي. نوفمبر يصادف عادة فترة انقطاع الحرارية مع تغير درجات الحرارة في المتوسط بين 13 و 20 درجة مئوية.
| البيانات المناخية لـباجة                | البيانات المناخية لـباجة | البيانات المناخية لـباجة | البيانات المناخية لـباجة | البيانات المناخية لـباجة | البيانات المناخية لـباجة | البيانات المناخية لـباجة | البيانات المناخية لـباجة | البيانات المناخية لـباجة | البيانات المناخية لـباجة | البيانات المناخية لـباجة | البيانات المناخية لـباجة | البيانات المناخية لـباجة | البيانات المناخية لـباجة |
| الشهر                                   | يناير                    | فبراير                   | مارس                     | أبريل                    | مايو                     | يونيو                    | يوليو                    | أغسطس                    | سبتمبر                   | أكتوبر                   | نوفمبر                   | ديسمبر                   | المعدل السنوي            |
| --------------------------------------- | ------------------------ | ------------------------ | ------------------------ | ------------------------ | ------------------------ | ------------------------ | ------------------------ | ------------------------ | ------------------------ | ------------------------ | ------------------------ | ------------------------ | ------------------------ |
| متوسط درجة الحرارة الكبرى °م (°ف)       | 13.5 (56.3)              | 14.9 (58.8)              | 17.9 (64.2)              | 19.9 (67.8)              | 22.8 (73.0)              | 28.0 (82.4)              | 33.0 (91.4)              | 33.1 (91.6)              | 29.8 (85.6)              | 25.4 (77.7)              | 18.5 (65.3)              | 15.3 (59.5)              | 22.7 (72.8)              |
| المتوسط اليومي °م (°ف)                  | 9.3 (48.7)               | 10.1 (50.2)              | 12.5 (54.5)              | 15.6 (60.1)              | 19.3 (66.7)              | 24 (75)                  | 27.3 (81.1)              | 27.6 (81.7)              | 24.4 (75.9)              | 19.2 (66.6)              | 14.1 (57.4)              | 10.4 (50.7)              | 17.8 (64.1)              |
| متوسط درجة الحرارة الصغرى °م (°ف)       | 5.1 (41.2)               | 5.3 (41.5)               | 7.1 (44.8)               | 8.5 (47.3)               | 10.9 (51.6)              | 12.7 (54.9)              | 15.2 (59.4)              | 15.4 (59.7)              | 15.3 (59.5)              | 12.4 (54.3)              | 8.4 (47.1)               | 6.2 (43.2)               | 10.2 (50.4)              |
| الهطول مم (إنش)                         | 104 (4.1)                | 88 (3.5)                 | 64 (2.5)                 | 51 (2.0)                 | 33 (1.3)                 | 15 (0.6)                 | 6 (0.2)                  | 5 (0.2)                  | 34 (1.3)                 | 60 (2.4)                 | 61 (2.4)                 | 105 (4.1)                | 626 (24.6)               |
| متوسط أيام هطول الأمطار                 | 13                       | 12                       | 10                       | 11                       | 7                        | 3                        | 1                        | 2                        | 9                        | 9                        | 11                       | 15                       | 103                      |
| متوسط الرطوبة النسبية (%)               | 80                       | 73                       | 73                       | 66                       | 61                       | 54                       | 47                       | 48                       | 56                       | 65                       | 77                       | 82                       | 65                       |
| المصدر: Levoyageur.net et WeatherOnline |                          |                          |                          |                          |                          |                          |                          |                          |                          |                          |                          |                          |                          |

## التاريخ

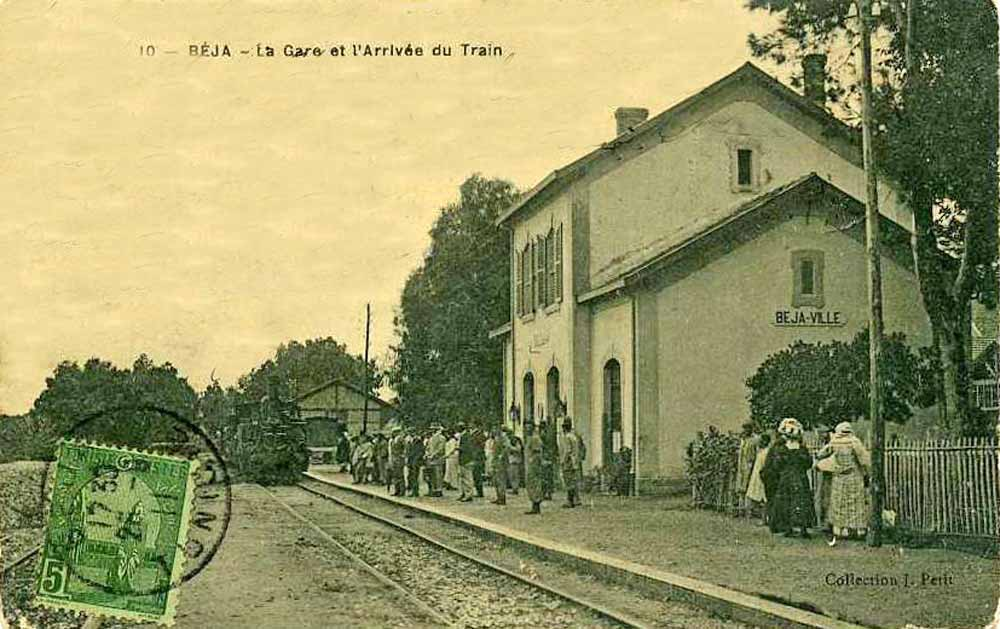
محطة السكك الحديدية للمدينة في أوائل القرن العشرين

بقيت مدة طويلة دون أهمية تذكر حتى منحها الإمبراطور الروماني«سبتيموس سافاروس» صفة البلدية يدير شؤونها مجلس شيوخ بلدي... وبعد الدمار الذي لحق المدينة من الوندال أعاد البيزنطيون في عهد «جوستينيان» بناء سورها وقلعتها التي ما تزال قائمة بشموخ على قمّة جبل عين الشمس فأصبحت المدينة في هذا العهد مركزا إستراتيجيا ذا أهمية بالغة، وتواصل هذا الإشعاع خلال العصر الأغلبي فكانت باجة عاصمة إقليم الشمال الغربي وتداول على حكمها عمّال من بني حميد جدّدوا قصبتها ورسموا سورها وبنوا جامعا بها وأقاموا أسواقا وازدهرت فيها الغراسات وتكاثر إنتاج الثمار والزراعات السقوية... واستمر رخاؤها في بداية العصر الصنهاجي فبلغت قمة رقيّها الاقتصادي وعرف سكّانها الصناعات التقليدية من نسيج وحياكة وتطريز... وأثناء غزوة بني هلال قدمت إليها جماعات من قبائل بني رياح وتعاقب على حكمها أمراء بدو أشهرهم «بنو نيزال»... وفي العهد الحفصي استعادت المدينة جزءا من ازدهارها فكانت مسقط رأس العديد من الأسر ذات المكانة المرموقة منها أسرة القلشاني التي قدّمت إلى البلاد عدّة علماء وفقهاء وقضاة نذكر منهم «احمد القلشاني» شارح الرسالة و«عمر القلشاني» صاحب تبصرة الأخيار وعلي القلصادي عالم الرياضيات الشهير.
وتركزت بالمدينة أثناء العهد التركي حامية من الانكشارية تركت بها سلالتها. وفي العهدين «المرادي» و«الحسيني» استعادت باجة دورها القديم في استقطاب المثقّفين وتزويد عاصمة البلاد بحاجياتها من الإطارات العلمية والقضائية فبرز منها مفكّرون مثل اللغوي «محمد التواتي» وعالم المنطق «مسعود المغراوي» والشاعر «محمد الشافعي بن القاضي» والأديب «العياضي الباجي» والمؤرّخ «محمد الصغير بن يوسف» وأصبحت باجة قاعدة حصينة ومركزا إداريا وسوقا زراعية بها عامل يمثل سلطة الباي. وقد بنى بها مراد الثاني الجامع المعروف باسم جامع مراد باي كما جدّد «علي باشا» سنة 1746 قصر باردو الواقع شمال شرقي المدينة وهو القصر الذي كان قد شيده أحد أثرياء الجالية التركية المحلية قبل سنة 1615 ميلاد يا. وكان الباي ينزل به صيفا في كل سنة لاستخلاص الجب.ايي.

## المعمار
ليس بعيد عن مدينة باجة هناك مواقع الأثرية التي يرجع تاريخها إلى العصور القديمة، بما فيها دقة التي كانت إقامة الأمراء النوميدين قبل أن تكون مقاطعة رومانية معروفة.

### وسط المدينة
المركز الأساسي للمدينة يتألف من المدينة القديمة ومدينة حديثة، وقع بنائها في ظل الحماية الفرنسية في تونس وبما في ذلك القصر البلدي الذي وقع بناءه في عام 1933 وفي عام 1938 قامت شركة فرنسية بعملية تجديد واسعة النطاق لجزء كبير من المدينة الحديثة مع إنشاء أحياء أوروبية على الضفة اليمنى من وادي بوزقدم الذي قع تغطيته والذي كان يعبر كل المدينة.
عند مدخل المدينة يوجد نصب مدخل المدينة المتمثل في ثلاثة لقالق، وسنابل ذهبية ترحب بالزوار.

### القصبة
|بنيت القصبة في موقع إستراتيجي يطل على كل المدينة. تطل من فوق هضبة على المدينة صرحا شامخا تختزل قرونا من الأحداث ومجموعة من الحضارات.

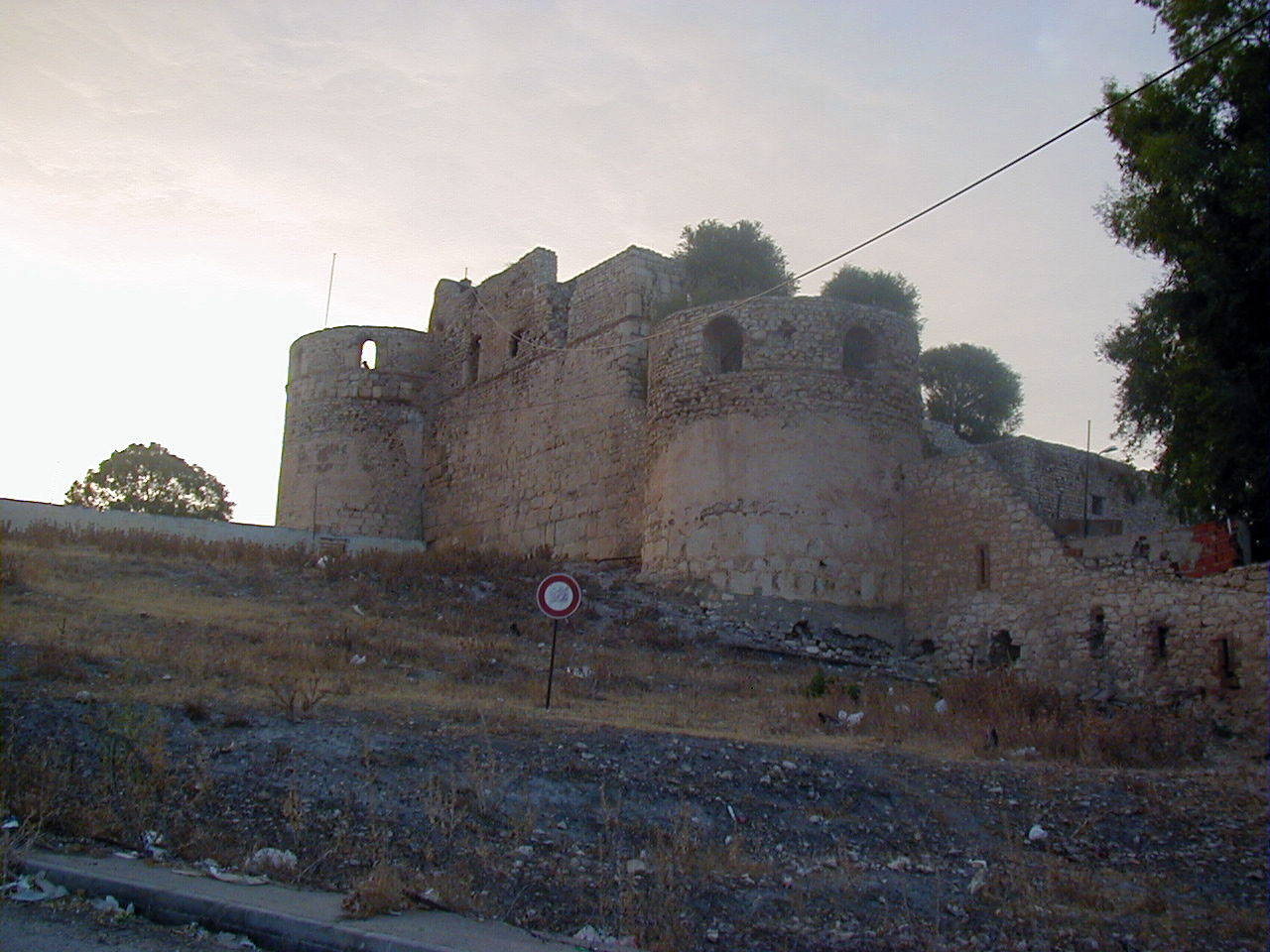
القصبة

هذا الإرث القرطاجي العظيم لم يستطع الرومان أن يمحوه سنة 17 قبل الميلاد. فقد أدرك البيزنطيون أهميتها كحصن منيع لمدينة باجة فجددها في بداية القرن السادس للميلاد. الكونت «اولوس» بتعليمات من الإمبراطور جوستينيان البيزنطي ووسّعها الاغالبة والفاطميون وجددوها. وأدمج بها السلطان حميدة الحفصي حصنا تضمن 14 مدفعا وأضاف إليها الاتراك برج نصف دائري وفي سنة 1738 دعم يونس باي تحصيناتها بإذن من علي باشا الحسيني. في مايو عام 1881، قوات عسكرية فرنسية وهدم جزء من سور المدينة. في عام 2005، تقرر ترميم القصبة بتكلفة قدرها 270 ألف دينار، وفقا لدراسة أجراها المعهد الوطني للتراث.
المؤرخ الفرنسي شارل ديل لاحظ أصالة هندستها المعمارية:
«باجة هي واحدة من أكبر المدن المحصنة والغريبة أكثر من غيرها. عادة هناك قلاع المسؤولة عن الدفاع عن الحدود أو الحصون محدودة للغاية تشكيل وسط المدينة القديمة. هنا مدينة بأكملها مع الأسوار والأبراج.»

### المدينة العتيقة
المدينة العتيقة هي موطن لعدد المساجد، بما في ذلك المسجد الكبير ومسجد الباي. وتنتشر أضرحة عدة أولاياء الصالحين كا سيدي بوتفاحة، سيدي بابا علي صمادي، سيدي الحاج ميلاد، سيدي صلاح زلاوي، سيدي سيدي الطيب.
هناك آثار أخرى مختلفة، كما نافورة باب العين بنيت من قبل وزير المالية الصاحب يوسف الصاحب أطابة بأسلوب العثماني، وقصر باردو، وهو مسكن من خيار لأمراء المراديين والحسنيين بنيت من قبل العثمانيين سنة 1615.

#### الأسواق

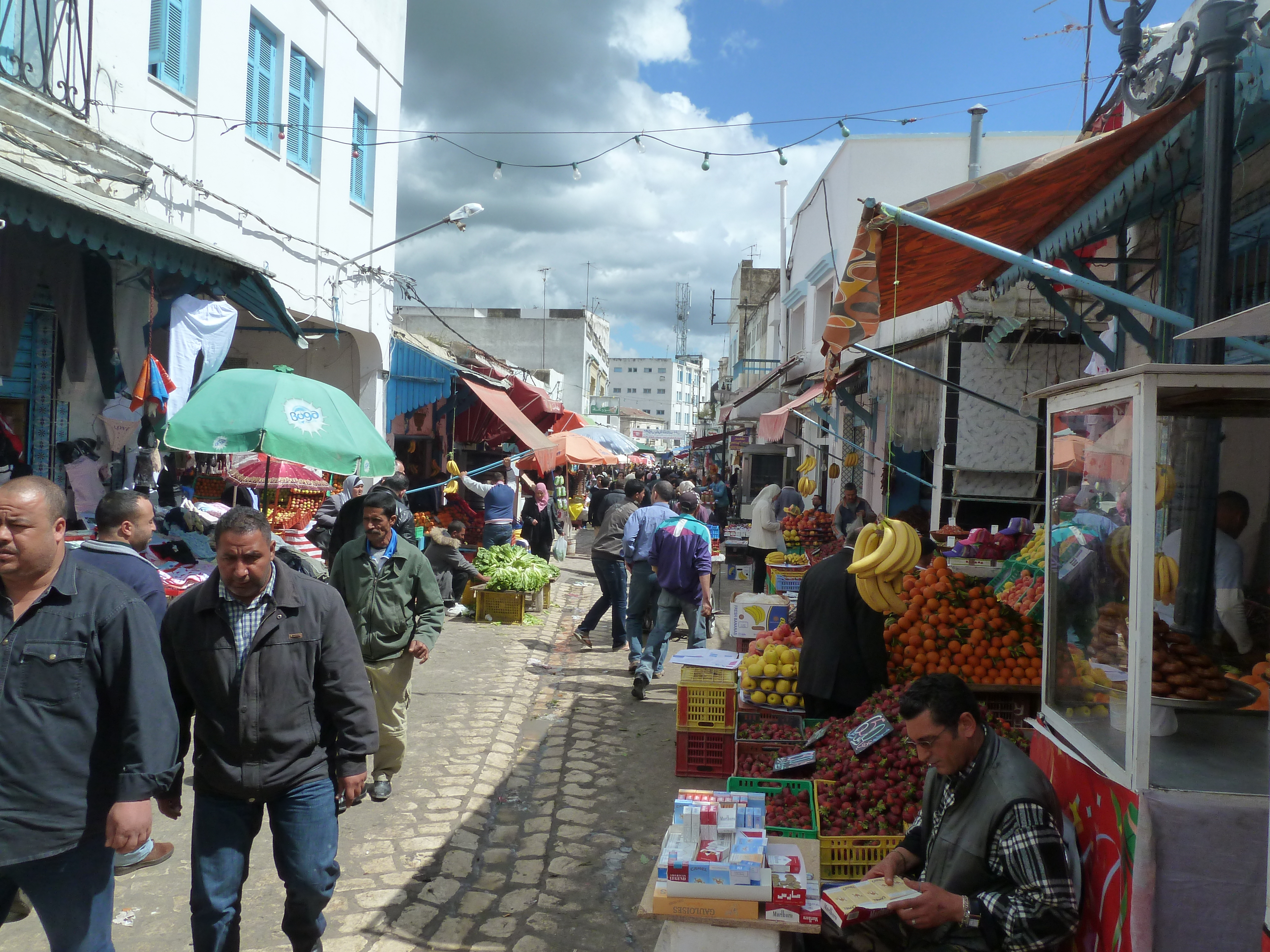
زقاق من السوق

الأسواق في مدينة باجة هي شبكة من الشوارع الضيقة التي تصطف على جانبيها المحلات التجارية من التجار والحرفيين مجمعة حسب التخصص.
الطريق الرئيسي للسوق هو شارع خير الدين باشا حيث يوجد تجار الفواكه والخضروات، وصناع الجبن التقليدي والجزارين وبائعي الأسماك، أما المتاجرالنظيفة مثل تجار القماش والعطور، والتوابل وباعة الكتب والتجار الصوف يقع بالقرب من المسجد الكبير لأنها لا تنطوي على إزعاج عن طريق استخدام ضجيج أو الماء. بالقرب من رحبة البرادعيا نجد الحرفيين متخصصين في صناعة الجلود والأحذية. على مشارف المدينة العتيقة في رحبة القلال نجد تجار وباعة مكان الفخار وصناعات الخزفية.

#### الأسوار والأبواب

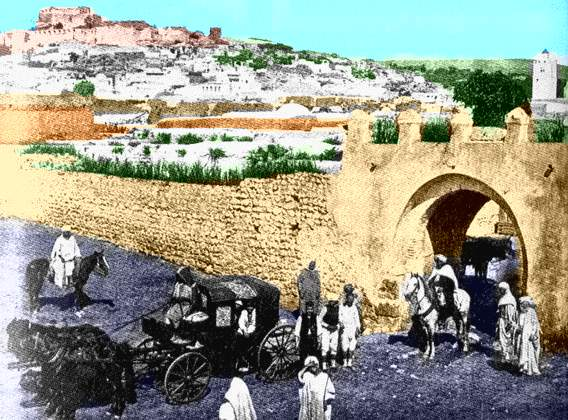
باب الجنائز وبقايا أسوار المدينة دمرت في أواخر القرن التاسع عشر

منذ بداية تأسيسها، كانت مدينة باجة عبارة على قاعدة عسكرية هامة. ويؤكد المؤرخ الروماني سالوست هذا عندما يصف فقا في حرب يوغرطة. تضررت كثيرا خلال العصور الوسطى أو كليا حتى دمرت خلال الحماية الفرنسية، رغم ذلك لا تزال تحتفظ ببعض أسماء الأبواب رغم دمرها واختفائها وتنتشر فقط أسماء الأبواب لا تزال على النحو التالي:
- باب بوتاحا: لديه نفس اسم نافورة تسمى عين بوتاحا
- باب العين، والمعروف أيضا تحت اسم عين شمس
- باب الجنائز: سمي بهذا الاسم لأن كل الجنائز تمر من تحت هذا الباب بعد صلاة الجنازة في المسجد الكبير
- باب المدينة
- باب الرحبة: المعروف أيضا باسم باب بوتفاحة
- باب السبعة: سمي إحياء إلى الشخصيات سبعة من الباجة
- باب السوق: يقف على بقايا قوس باب مزدوج روماني الذي لا يزال يقع أربعة أمتار تحت مستوى سطح الأرض الحالية
- باب جديد
- باب جديد الفوقاني
- باب خنانو
- باب الخالا

باب بوتفاحة، باب العين وباب السوق هي أبواب عربية لكن عوضت أبواب التي يعود تاريخها إلى العصر الروماني وتم حفر في سمك الجدارن نتيجة بعد استحلت استخدام الفتحات القديمة.

### المباني الدينية

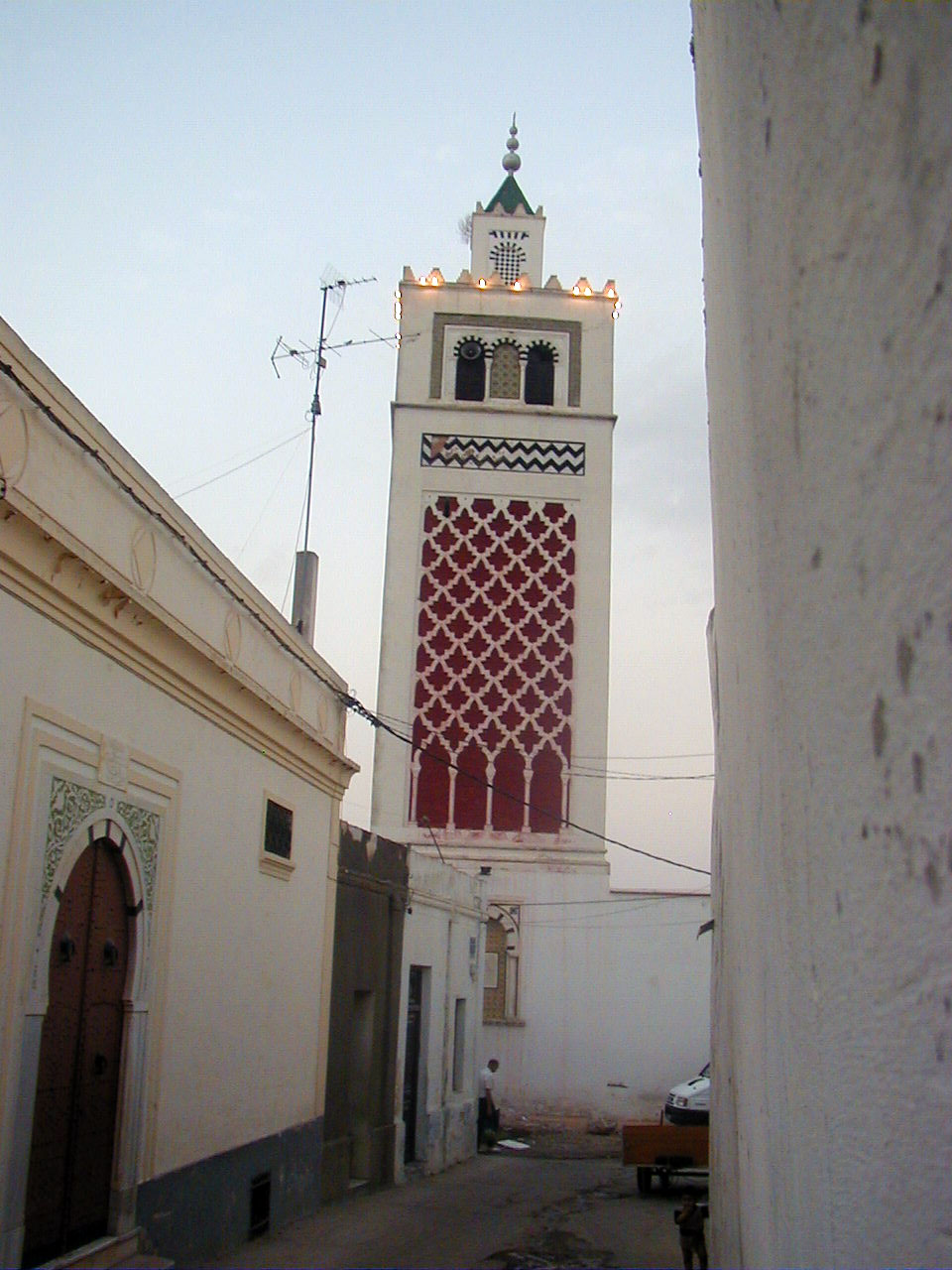
مئذنة الجامع الكبير

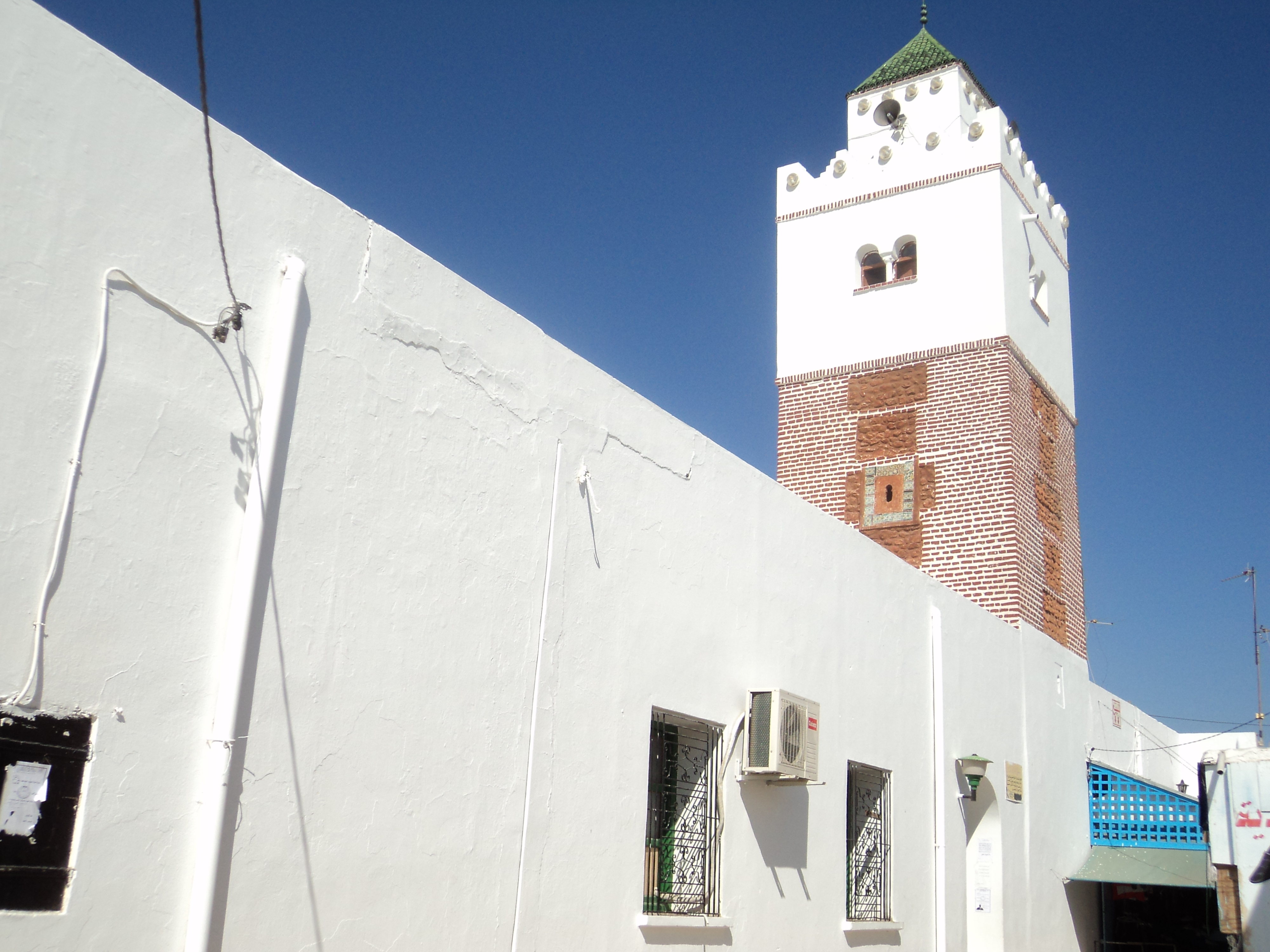
المسجد الحنفي

أغلبية كبيرة جدا من السكان مدينة باجة (حوالي 98٪) هم مسلمون سنه. هناك عدد كبير من المساجد في المدينة مختلفة الطراز المعماري وعلامات بناءها منذ عصور. أهم وأقدم المساجد هو الجامع الكبير، الذي بناه عام 944م الفاطميون على بقايا كنيسة مسيحية في قلب المدينة العتيقة، وقام بترميمه في عام 1922م باي تونس. مسجد الباي ويسمى أيضا المسجد الحنفي، بني بأمر من مراد باي الثاني في 1675م ويضم مدرسة محمد باي التي بنيت في 1685م، وهو المسجد الثاني الذي بناه في المدينة العتيقة الحسينيون.
توجد أيضا بمدينة باجة كنيسة، التي بنيت في عام 1883 واعيد بناءها في عام 1937 وهي تشهد على الوجود الفرنسي على مدى نصف قرن.

### المساحات الخضراء
يوجد بباجة 48 حديقة ومناطق خضراء، أي 17.01 متر مربع من المساحات الخضراء لكل ساكن. أكبرها مساحة المنتزه الحضري ويقع عند المدخل الجنوبي الغربي للمدينة، مع رؤية بانورامية للمدينة.
تتميز الحديقة العامة، التي أنشئت في أوائل القرن العشرين من قبل سلطات الحماية الفرنسية على موقع الذي تم اختياره بباجة الجنوبية، وتشمل مروج واسعة معشبة وأنواع كثيرة من الزهور.

## السكان
في السنوات التي أعقبت الاستقلال، إزداد عدد السكان بنسبة 32.7٪ ما بين عامي 1956 و 1966 و 32.8٪ في عام 1975 (65.5٪ بين عامي 1956 و 1975).
ويرافق هذا النمو في أعداد من الطفرات التي تغير بشكل جذري لسكان باجة.إذ انه في السنوات التي أعقبت الحرب العالمية الثانية إلى أن معدل النمو السكاني يعرف ذروته. بعد الاستقلال، وقد طبقة الحكومة نظام تنظيم الأسرة للتصدي للنموالمرتفع، مما قلل من معدل النمو السكاني بين عامي 1994 و 2004 من سكان ولاية باجة وشمال الغربي للبلاد بسبب هجرة السكان إلى المدن الساحلية في غياب التنمية الاقتصادية.
وفقا لتعداد السكاني الذي أجري في عام 2004، ولاية باجة في المرتبة 18 من بين 24 ولاية تونسية من حيث عدد السكان مع 303800 نسمة، أي 3.1٪ من مجموع السكان وكثافة سكانية 87 نسمة لكل كيلومتر مربع. باجة نفسها لديها 56677 نسمة، 28284 ذكور و 28393 إناث مقسمين إلى 14126 أسرة و 15698 مسكن.
كما هو الحال في بقية تونس، تطورة نسبة محو الأمية في المنطقة بشكل سريع خلال النصف الثاني من القرن العشرين، على الرغم من أنها لا تزال في مستوى أدنى من المعدل الوطني: 32.4٪ من السكان انقطعوا عن الدراسة لم تتجاوز أعمارهم 10 سنوات مع عدم وجود التعليم، و 36.2٪ الانتهاء من المرحلة الأولى من التعليم الأساسي، و26.9٪ الانتهاء من التعليم الثنوي و 4.4٪ تخرجوا من التعليم العالي.

## الثقافة

### العادات الغذائية
الباجية يزرعون القمح والشعير التي كانت ومزالت أساس نظامهم الغذائي المحمصة بالقديد أو بتمر والحلالم بالخضراوات المجففة والقديد. البورتقان من أشهر المٱكولات التقلدية بالمدينة وهو نوع من الكسكس الحلو قليلا منمق بطبقات متبادلة من الفواكه المجففة والتمور ولحم الضأن.
العادات الغذائية بالمدينة غير مقتصرة على نوعية واحدة بل تختلف من منطقة إلى أخرى رغم أن الطبخ على البخار له الأفضلية السائدة منذ القديم لدى البربر. الكسكسي وهو السميد مطبوخ على البخار في الكسكاس، مع اللحوم والخضار مع التوابل. تستعمل عدة أنواع من الحبوب والبقول الجافة (الشعير والذرة الرفيعة والقمح والعدس والحمص والحلبة والخروب، وما إلى ذلك) والتوابل والحشائش الجافة لإعداد البسيسا وتحفظ بعد طحنها وتستهلك مع زيت الزيتون والمكسرات والتمور أو كمشروب بإضافة الماء أو الحليب.
دليل على ماضيها الروماني ودليل على أنها غنية بالمنتجات اللبنية، وكما هو معروف عن مدينة باجة الجبن التقليدي الطازج وخاصة الريكوتا الحاضرة دائما على طاولة الغداء وكذلك تستعمل في الطاجين التونسي.
بمناسبة عيد الأضحى المبارك، على يعد الباجية أطباق عديدة مثل الكامونية والرشتة بالعصبان واللحم المشوي وكذلك لحم الضأن المطبوخ مع إكليل الجبل يسمى لحم بالإكليل يرافقه نوع العجين الرقيقة جدا يسمى الفتات وهذه أكلة مقتصرة سوى على سكان مدينة باجة
أما الحلويات المعروفة والمختصة بها الجهة هي المخارق والزلابية ويأتي التونسيون من جميع الجهات لشرائها من مدينة باجة خاصة في شهر رمضان.

### المهرجانات والفعاليات
مدينة باجة تنظم العديد من المهرجانات كل عام المهرجان الصيفي هو الأكثر أهمية في المدينة وبه عديد العروض الموسيقية والمسرحية وينعقد في الفترة بين 15 يوليو و 10 أغسطس. ومن بين المهرجانات الأكثر شهرة، يمكن أن نذكر أيضا الأيام مسرحية والتي تقام من 23 إلى 30 مارس. وتعقد العديد من الفعاليات الثقافية والمعارض الأخرى كل عام:
- مهرجان الطفل (الربيع)
- مهرجان موسيقى الشعوب (كان يسمى المهرجان الصيفي)
- الخرجة السنوية احتفاء وتقديرا للولي الصالح سيدي بوتفاحة وتقام كل فصل ربيع
- المعرض الفلاحي والتجاري
- ندوة العلوم الصحيحة علي القلصادي في شهر أكتوبر
- معرض الكتاب خلال شهر ديسمبر
- ليالي رمضان خلال شهر رمضان
- الدورة الوطنية الأدبية العياضي الباجي

### التعليم

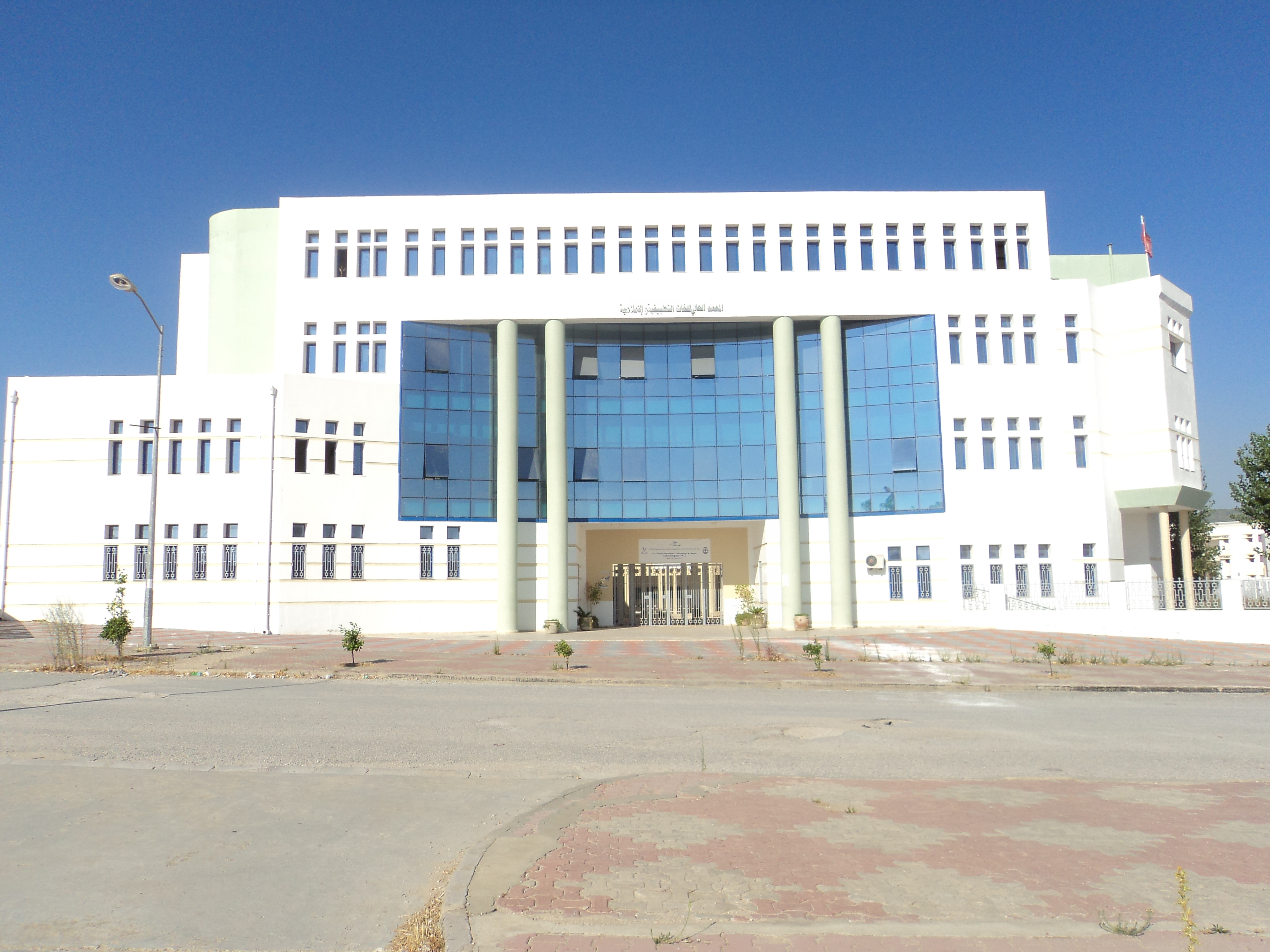
المعهد العالي للغات التطبيقية والإعلامية

توجد العديد من مؤسسات التعليم العالي في مدينة باجة مثل المعهد العالي للدراسات التكنولوجية بباجة، المعهد العالي للبيوتكنولوجيا، المعهد العالي للغات التطبيقية والإعلامية والمركز الإقليمي لمعهد الوطني للإعلامية والمكاتبية.
المدينة بها ست معاهد ثانوية، من أهمها المعهد الثانوي ابن الهيثم (تأسس عام 1961) ومعهد 2 مارس 1934، وسبع مدارس إعدادية أهمها مدرسة الإعدادية حبيب بورقيبة التي تأسست في عام 1911، والمدرسة الإعدادية علي القلصادي، والمدرسة الإعدادية الرشاد. أما بالنسبة للمدارس الابتدائية، فهي خمسة عشر مدرسة.

## الاقتصاد

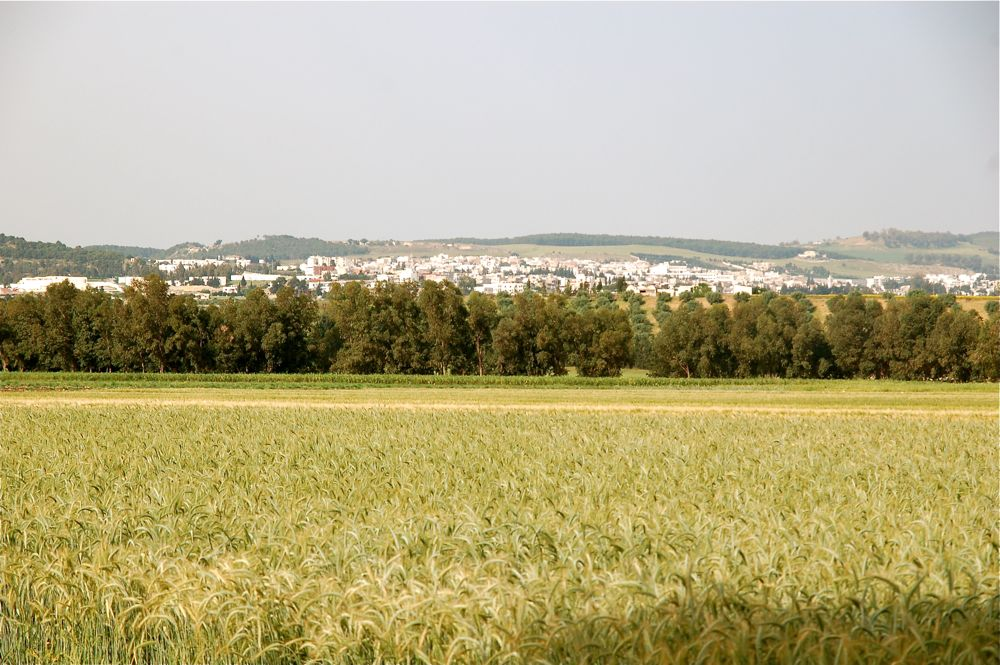
الحقول في المناطق القريبة من مدينة باجة

مدينة باجة هي نقطة تجمع للمزارعين في المناطق الفلاحية القريبة الذين يبيعون منتجات مزارعهم الغنية في أكبر سوق لها، وهو الدور الذي شغلته المدينة منذ العصر الروماني. كما أن لديها أكبر مصنع سكر في البلاد.

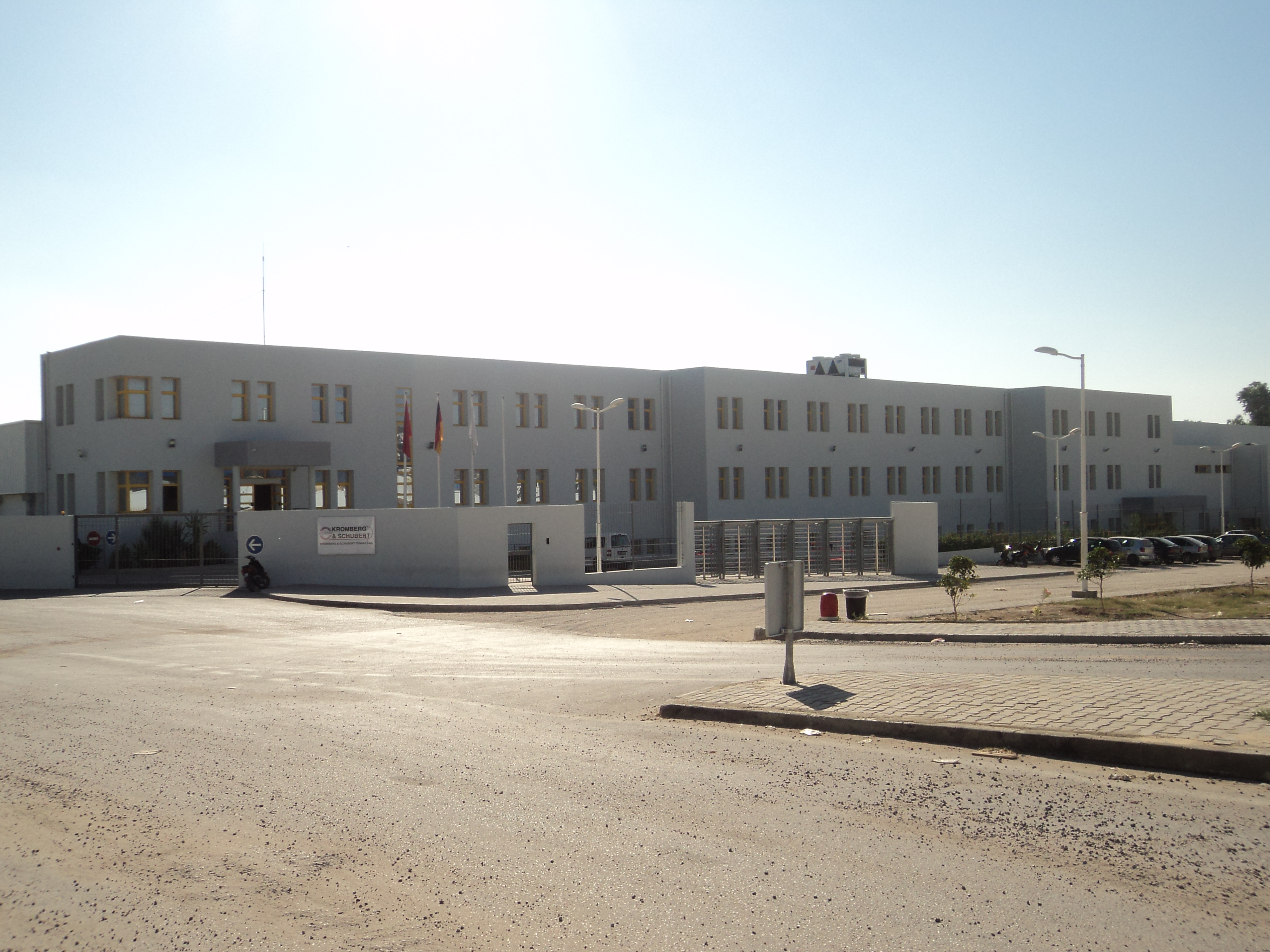
مصنع كرومبرج وشوبير

تم إنشاء المنطقة الصناعية في معتدية باجة الشمالية، وتسمى المنطقة الصناعية هنشير بوتفاحة، في سنة 2005 على مساحة من ستة عشر هكتار وعلى بعد كيلومترين من وسط المدينة. هذه البنية التحتية التي تلبي المعايير الدولية للتنمية الصناعية: الطرق، والمياه، والكهرباء، والصرف الصحي، وأنظمة مكافحة الحرائق، وشبكات الهاتف. يوجد بهنذه المنطقة عدة مصانع منها مصنع كرومبرج وشوبير، وهو يشغل أكثر من 4000 عامل، والذي يقوم بتصنيع الكابلات السيارات.
نجد أيضا شركات أخرى مثل مصنع السكر للشركة التونسية للسكر، وشركة المطاحن الكبرى، والشركة التونسية للمشروبات الشمال ومجمع الألبان ومصنع الأجر بوتفاحة. لأن باجة تضم إمكانيات قوية وجزء كبير من السكان تقل أعمارهم عن 25 عاما فهي الآن موضوع اهتمام الدولة بعد سنوات من انعدام التنمية فالدولة تستثمر بكثافة في القطاع الزراعي الري والبنية التحتية خاصة شبكة من الاتصالات المتنقلة والتعليم في سنة 2002 افتتاح المركز الإقليمي لمعهد الوطني للإعلامية والمكتبة.

## النقل

### وسائل النقل العام
مدينة باجة لديها شبكة طرقات متقدمة نسبيا تحت إدارة شركة الجهوية النقل بباجة، الشركة الوحيدة التي تقدم خدمة الحافلات في المدينة وإلى المدن المجاورة. هناك سيارات اللواج وسيارات الأجرة التي لا تزال تتطور لضمان سلاسة الحركة. ويوجد أيضا خط للسكك الحديدية الذي يمر في باجة قادما من تونس إلى غار الدماء خط بطول 192 كم، ومن أقدم الخطوط الحديدية في الجمهورية أفتتح 1 سبتمبر 1879.

### البنية التحتية

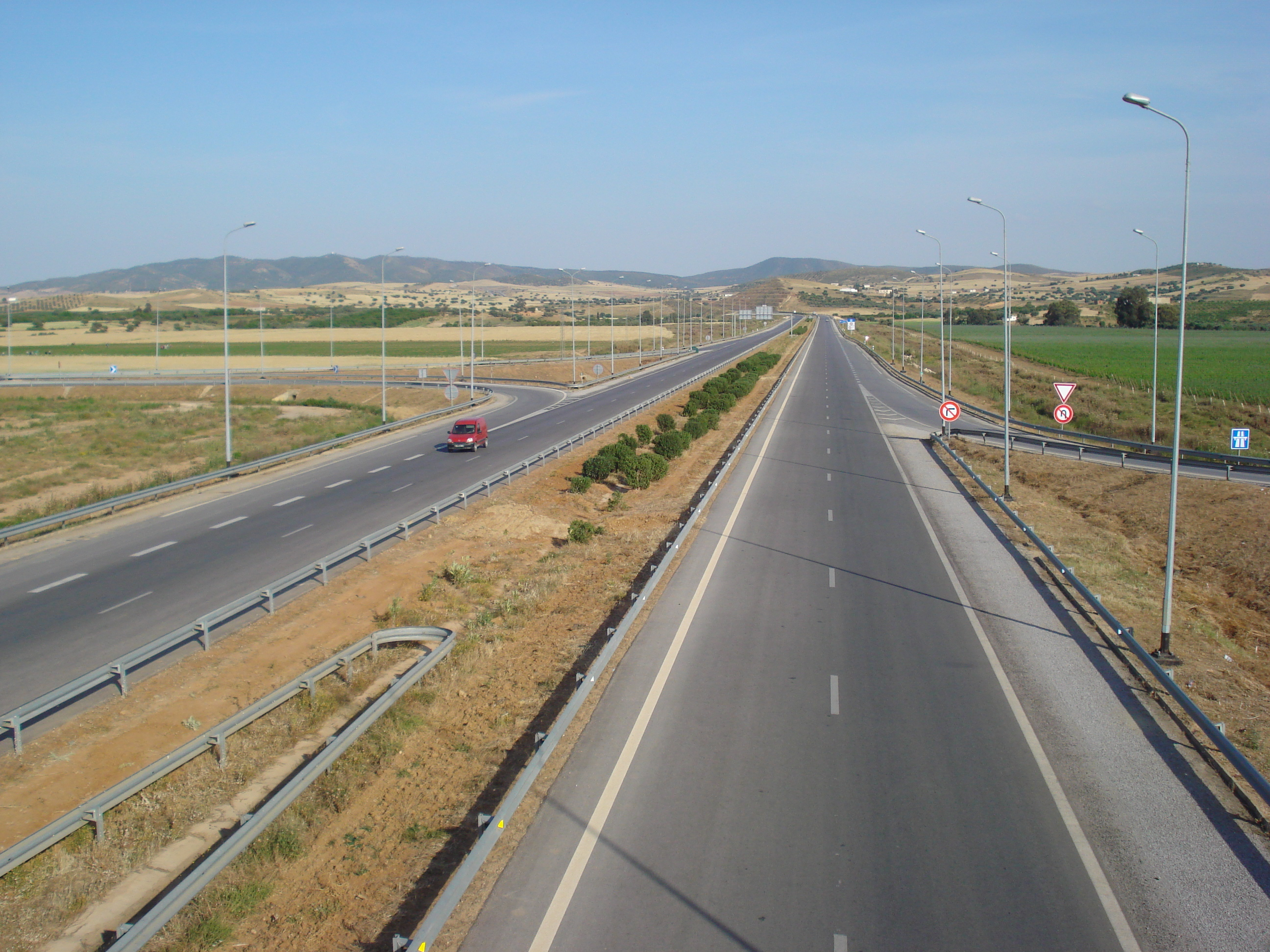
الطريق السيارة 3

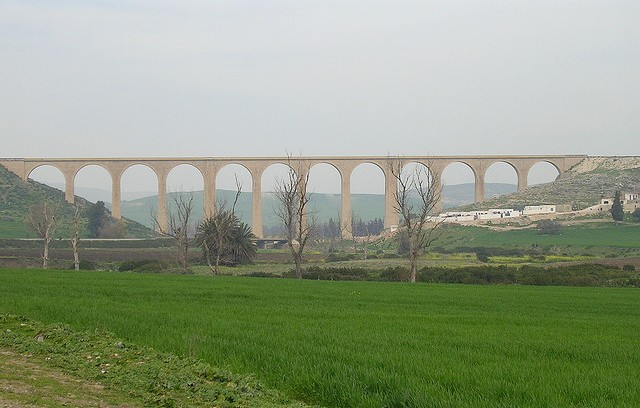
الجسر الخمسة بباجة

المحول عند مدخل المدينة، وقع بنائه بين عامي 2001 و 2002 بتكلفة قدرها أربعة ملايين دينار، ويلعب دور هام في حل مشكلة المرور السيارات والسكك الحديدية تتألف من اثنين من الجسور، مجمعة في شكل حرف Y، ويبلغ إجمالي طولها 300 متر.
الطريق السيارة افتتح في عام 2006 يربط بين باجة وتونس العاصمة على امتداد 100 كيلومترا في ساعة واحدة، وقسم الثاني بين مدينة باجة ومدينة واد الزرقاء في طور الإنجاز. باجة لديها أيضا 14 كيلومترا من الطرق الوطنية، و 5 كيلومترات من الطرق الإقليمية و 114 كيلومترا من الطرق البلدية.
معدل إمدادات المياه والصرف الصحي 98٪، مثلها في ذلك مثل إمدادات الكهرباء. محطة باجة تقع في وسط المدينة، وتستقبل القطارات القادمة عبر جسر الخمسة الذي يبلغ طوله 350 كم، وكذلك يربط بين تونس إلى الجزائر. واسمه استوحى في ذاكرة من فوج الهندسة رقم 5 الذي قام بإنشاء هذا الجسر.

## الرياضة
النادي الرياضي الأول في مدينة باجة أسس يوم 18 أبريل 1906 تحت اسم ملعب الباجي ترأسها فيكتور اتال. ثم يأتي الدور على ودادية الرياضية بباجة (ألعاب القوى، وكرات الركبي) في سنة 1910، برئاسة بردآ ليفي. بعد حل هذين الناديين، تم تأسيس الاتحاد الرياضي الباجي (كرة القدم، ألعاب القوى، وركوب الدراجات وكرة السلة) في سنة 1924 برئاسة جان هوقون. في سنة 1929 تأسست الأولمبي الباجي النادي الأسطوري للمدينة، برئاسة محمود منكبي. في كأس تونس لكرة القدم، لعب الدور نصف النهائي ضد النادي الإفريقي في عام 1956 والمباراة النهائية ضد كل من المستقبل الرياضي بمرسى في عام 1993، والنادي الرياضي الصفاقسي في عام 1995 وعام 2010، والنادي الأفريقي في عام 1998.
مدينة باجة لديها ملعب لكرة القدم، تحت اسم ملعب بوجمعة كميتي وقاعة للألعاب الرياضية وقاعة مغطاة بسعة 2500 مقعدا أفتتحت في سنة 1992 التي تستضيف مختلف الأنشطة الرياضية بما في ذلك فنون الدفاع عن النفس وغيرها من الرياضات ككرة السلة وكرة اليد.
بالإضافة إلى الأولمبي الباجي هناك العديد من الفرق الرياضية في باجة:
نادي الرجبي بباجة الذي تأسس في عام 1969؛
جمعية رياضية بباجة، وهو نادي لكرة الطائرة.

## وصلات خارجية
- موقع بلدية باجة.